# 鈴鹿中央総合病院
鈴鹿中央総合病院（すずかちゅうおうそうごうびょういん）は、三重県鈴鹿市にある医療機関。

## 概要
鈴鹿市の基幹病院で鈴鹿回生病院とともに鈴鹿市の二次救急医療を担っており、地域医療支援病院、災害拠点病院に指定されている。病院の南西約2 kmにある鈴鹿サーキットの救急協力病院ともなっている。在宅介護支援センター、訪問看護ステーション、健診センター「オリーブ」、三重県厚生連看護専門学校が併設されている。

## 沿革
- 1938年5月 - 保証責任河芸郡医療利用購買組合連合会中勢病院として開院（一般病床数30床）[2]。
- 1968年4月 - 高等看護学校を開校（現在の三重県厚生連看護専門学校）。
- 1993年5月 - 鈴鹿中央総合病院として現在地へ移転（一般477床、精神3床、伝病20床、合計500床）。
- 1995年4月 - 臨床研修指定病院許可認定  在宅介護支援センターを開設。
- 1997年1月 - 三重県災害拠点病院に指定。
- 1997年4月 - リハビリテーション施設および人工透析設備を拡張。
- 1998年4月 - 病床数変更（一般477床、伝病20床、合計497床）、訪問看護ステーションを開設。
- 1999年8月 - 病床数変更（一般460床、伝病6床、合計466床）。
- 2001年4月 - 病床数変更（一般病床460床）。
- 2004年4月 - 地域医療支援病院として承認。
- 2004年4月 - 健診センター「オリーブ」を開設。
- 2010年4月 - がん診療連携拠点病院に指定。
- 2013年1月 - 電子カルテを導入。

## 診療科等
外来の受付時間は平日の8時30分 - 11時30分で、土曜・日曜・年末年始は休診となる。
- 内科
- 循環器内科
- 消化器内科
- 腎臓内科
- 血液・腫瘍内科
- 小児科
- 外科
- 消化器外科
- 整形外科
- 脳神経外科
- 泌尿器科
- 産婦人科
- 耳鼻咽喉科
- 精神科
- 麻酔科
- 皮膚科
- 放射線治療科
- 放射線科
- リハビリテーション科
- 神経内科
- 眼科
- 呼吸器外科
- 心臓血管外科
- リウマチ科
- 病理診断科

## 医療機関の指定等
- 保険医療機関
- 地域医療支援病院
- 労災保険指定医療機関
- 災害拠点病院
- 指定自立支援医療機関（更生医療・育成医療・精神通院医療）
- 小児救急医療拠点病院
- 身体障害者福祉法指定医の配置されている医療機関
- 臨床研修指定病院
- がん診療連携拠点病院
- 生活保護法指定医療機関
- 医療保護施設
- 結核指定医療機関
- 指定養育医療機関
- 戦傷病者特別援護法指定医療機関
- DPC対象病院
- 原子爆弾被害者医療指定医療機関
- 小児慢性特定疾患治療研究事業委託医療機関
- 公害医療機関

## 交通アクセス
- 伊勢鉄道伊勢線 玉垣駅下車、徒歩で約25分。
- 近鉄名古屋線 白子駅より三重交通バス鈴鹿中央病院行で「鈴鹿中央病院」バス停下車。
- 近鉄鈴鹿線 鈴鹿市駅より三重交通バス鈴鹿中央病院行で「鈴鹿中央病院」バス停下車。
- 近鉄鈴鹿線 平田町駅より三重交通バス鈴鹿中央病院行で「鈴鹿中央病院」バス停下車。